# Перес, Айлин
Айлин Перес (Ailyn Pérez) (род. 15 августа 1979, Чикаго, США) — американская оперная певица (сопрано), известная как исполнительница ролей Виолетты, Мими и Таис. Она является лауреатом премии Opera News Awards 2019 года, и лауреатом премии Ричарда Такера 2012 года. В 2016 году она получила премию Беверли Силлс в размере 50 000 долларов и медаль Sphinx Medal of Excellence 2017 года от организации Sphinx.

## Образование
Перес, дочь мексиканских иммигрантов, родилась в Чикаго и выросла в деревне Элк-Гроув, штат Иллинойс, где она окончила среднюю школу Элк-Гроув. Она посещала музыкальную школу Университета Индианы и Филадельфийскую академию вокального искусства, которую окончила в 2006 году.

## Карьера
Осенью 2006 года она гастролировала с Андреа Бочелли в качестве приглашённого сопрано.
В 2008 году Перес дебютировала на Зальцбургском фестивале в роли Джульетты в опере «Ромео и Джульетта» вместе с Роландо Вильясоном.
Перес известна в роли Виолетты в «Травиате», которую она исполняла в Берлинской государственной опере, Гамбургской государственной опере, Венской государственной опере и Королевском оперном театре. Она пела в роли Амелии вместе с Пласидо Доминго в опере «Симон Бокканегра» в Немецкой государственной опере и дебютировала в театре «Ла Скала» в той же постановке. В 2010 году она появилась в роли Мими в опере «Богема» в Цинциннати, а также исполнила эту роль в Нью-Йоркской «Метрополитен-опере» в 2016 году. В её репертуаре такие роли, как Графиня в «Свадьбе Фигаро», Жюльетта в опере Гуно «Ромео и Джульетта» и Микаэла в опере Бизе «Кармен».
Основные события сезона 2018/19 включают исполнение роли Эльвиры в «Эрнани» в театре «Ла Скала», Мими в «Богеме» в Метрополитен-опере, Алису в «Фальстафе» в Метрополитен-опере, Донну Анну в «Дон Жуане» в Хьюстонской Гранд-Опере, Виолетту в «Травиате» в Баварской государственной опере.

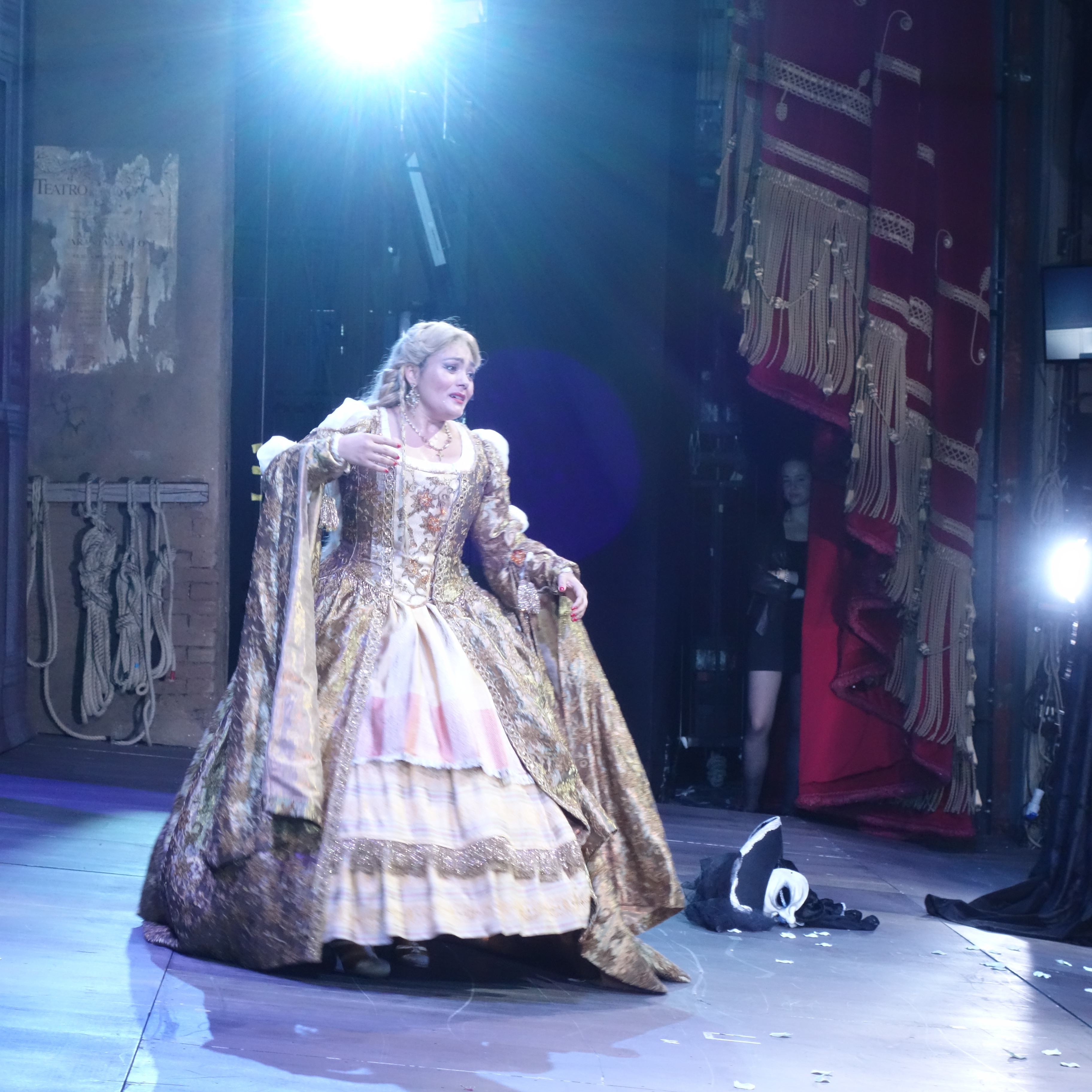
Айлин Перес в роли Эльвиры в опере Ernani в театре «Ла Скала», 2018

## Награды
В 2006 году она заняла второе место на конкурсе Operalia, а в 2005 году — на конкурсе Loren L. Zachary. В 2006 году она получила премию Wolf Trap Opera Award, а также поощрительную премию от Opera Index.

## Дискография
- Poème d’un jour. Iain Burnside Rosenblatt Recital. CD, texts and translations, live. OpusArte 2013
- Love Duets (2014) with Stephen Costello
- Great Scott by Jake Heggie and librettist Terrence McNally. (2018)